# Nieuw-Zeeland op de Olympische Spelen
Nieuw-Zeeland is een van de landen die deelneemt aan de Olympische Spelen. Nieuw-Zeeland debuteerde zelfstandig op de Zomerspelen van 1920. De twee voorgaande edities (1908, 1912) kwam het samen met Australië uit onder de naam Australazië. Tweeëndertig jaar later, in 1952, kwam het voor het eerst uit op de Winterspelen.
In 2024 nam Nieuw-Zeeland voor de 25e keer deel aan de Zomerspelen, in 2022 voor de zeventiende keer aan de Winterspelen. Nieuw-Zeeland is een van de 44 landen die zowel op de Zomer- als de Winterspelen een medaille haalde, 163 (65-42-56) in totaal.

## Medailles en deelnames
De tabel geeft een overzicht van de jaren waarin werd deelgenomen, het aantal gewonnen medailles en de eventuele plaats in het medailleklassement.
| Zomerspelen | Zomerspelen | Zomerspelen | Zomerspelen | Zomerspelen | Zomerspelen |        | Winterspelen | Winterspelen | Winterspelen | Winterspelen | Winterspelen | Winterspelen |
| Jaar        | Goud        | Zilver      | Brons       | Totaal      | Rang        | Jaar   | Goud         | Zilver       | Brons        | Totaal       | Rang         |              |
| 1920        | 0           | 0           | 1           | 1           | 22          |        |              |              |              |              |              |              |
| 1924        | 0           | 0           | 1           | 1           | 23          | 1924   | -            | -            | -            | -            | -            |              |
| 1928        | 1           | 0           | 0           | 1           | 24          | 1928   | -            | -            | -            | -            | -            |              |
| 1932        | 0           | 1           | 0           | 1           | 22          | 1932   | -            | -            | -            | -            | -            |              |
| 1936        | 1           | 0           | 0           | 1           | 20          | 1936   | -            | -            | -            | -            | -            |              |
| 1948        | 0           | 0           | 0           | 0           | -           | 1948   | -            | -            | -            | -            | -            |              |
| 1952        | 1           | 0           | 2           | 3           | 24          | 1952   | 0            | 0            | 0            | 0            | -            |              |
| 1956        | 2           | 0           | 0           | 2           | 16          | 1956   | -            | -            | -            | -            | -            |              |
| 1960        | 2           | 0           | 1           | 3           | 14          | 1960   | 0            | 0            | 0            | 0            | -            |              |
| 1964        | 3           | 0           | 2           | 5           | 12          | 1964   | -            | -            | -            | -            | -            |              |
| 1968        | 1           | 0           | 2           | 3           | 27          | 1968   | 0            | 0            | 0            | 0            | -            |              |
| 1972        | 1           | 1           | 1           | 3           | 23          | 1972   | 0            | 0            | 0            | 0            | -            |              |
| 1976        | 2           | 1           | 1           | 4           | 18          | 1976   | 0            | 0            | 0            | 0            | -            |              |
| 1980        | 0           | 0           | 0           | 0           | -           | 1980   | 0            | 0            | 0            | 0            | -            |              |
| 1984        | 8           | 1           | 2           | 11          | 8           | 1984   | 0            | 0            | 0            | 0            | -            |              |
| 1988        | 3           | 2           | 8           | 13          | 18          | 1988   | 0            | 0            | 0            | 0            | -            |              |
| 1992        | 1           | 4           | 5           | 10          | 28          | 1992   | 0            | 1            | 0            | 1            | 17           |              |
| 1996        | 3           | 2           | 1           | 6           | 26          | 1994   | 0            | 0            | 0            | 0            | -            |              |
| 2000        | 1           | 0           | 3           | 4           | 46          | 1998   | 0            | 0            | 0            | 0            | -            |              |
| 2004        | 3           | 2           | 0           | 5           | 24          | 2002   | 0            | 0            | 0            | 0            | -            |              |
| 2008        | 3           | 2           | 4           | 9           | 25          | 2006   | 0            | 0            | 0            | 0            | -            |              |
| 2012        | 6           | 2           | 5           | 13          | 15          | 2010   | 0            | 0            | 0            | 0            | -            |              |
| 2016        | 4           | 9           | 5           | 18          | 19          | 2014   | 0            | 0            | 0            | 0            | -            |              |
| 2020        | 7           | 6           | 7           | 20          | 13          | 2018   | 0            | 0            | 2            | 2            | 26           |              |
| 2024        | 10          | 7           | 3           | 20          | 11          | 2022   | 2            | 1            | 0            | 3            | 17           |              |
| Totaal      | 63          | 40          | 54          | 157         |             | Totaal | 2            | 2            | 2            | 6            |              |              |
| Tot. Z+W    | 65          | 42          | 56          | 163         |             |        |              |              |              |              |              |              |

Afghanistan · Albanië · Algerije · Amerikaans-Samoa · Amerikaanse Maagdeneilanden · Andorra · Angola · Antigua en Barbuda · Argentinië · Armenië · Aruba · Australië · Azerbeidzjan · Bahama's · Bahrein · Bangladesh · Barbados · België · Belize · Benin · Bermuda · Bhutan · Bolivia · Bosnië en Herzegovina · Botswana · Brazilië · Britse Maagdeneilanden · Brunei · Bulgarije · Burkina Faso · Burundi · Cambodja · Canada · Centraal-Afrikaanse Republiek · Chili · China · Chinees Taipei · Colombia · Comoren · Congo-Brazzaville · Congo-Kinshasa · Cookeilanden · Costa Rica · Cuba · Cyprus · Denemarken · Djibouti · Dominica · Dominicaanse Republiek · Duitsland · Ecuador · Egypte · El Salvador · Equatoriaal-Guinea · Eritrea · Estland · Ethiopië · Fiji · Filipijnen · Finland · Frankrijk · Gabon · Gambia · Georgië · Ghana · Grenada · Griekenland · Groot-Brittannië · Guam · Guatemala · Guinee · Guinee-Bissau · Guyana · Haïti · Honduras · Hongarije · Hongkong · Ierland · IJsland · India · Indonesië · Irak · Iran · Israël · Italië · Ivoorkust · Jamaica · Japan · Jemen · Jordanië · Kaaimaneilanden · Kaapverdië · Kameroen · Kazachstan · Kenia · Kirgizië · Kiribati · Koeweit · Kosovo · Kroatië · Laos · Lesotho · Letland · Libanon · Liberia · Libië · Liechtenstein · Litouwen · Luxemburg · Madagaskar · Malawi · Malediven · Maleisië · Mali · Malta · Marokko · Marshalleilanden · Mauritanië · Mauritius · Mexico · Micronesië · Moldavië · Monaco · Mongolië · Montenegro · Mozambique · Myanmar · Namibië · Nauru · Nederland · Nepal · Nicaragua · Nieuw-Zeeland · Niger · Nigeria · Noord-Korea · Noord-Macedonië · Noorwegen · Oeganda · Oekraïne · Oezbekistan · Oman · Oost-Timor · Oostenrijk · Pakistan · Palau · Palestina · Panama · Papoea-Nieuw-Guinea · Paraguay · Peru · Polen · Portugal · Puerto Rico · Qatar · Roemenië · Rusland · Rwanda · Saint Kitts en Nevis · Saint Lucia · Saint Vincent en de Grenadines · Salomonseilanden · Samoa · San Marino · Saoedi-Arabië · Sao Tomé en Principe · Senegal · Servië · Seychellen · Sierra Leone · Singapore · Slovenië · Slowakije · Somalië · Spanje · Sri Lanka · Soedan · Suriname · Swaziland · Syrië · Tadzjikistan · Tanzania · Thailand · Togo · Tonga · Trinidad en Tobago · Tsjaad · Tsjechië · Tunesië · Turkije · Turkmenistan · Tuvalu · Uruguay · Vanuatu · Venezuela · Verenigde Arabische Emiraten · Verenigde Staten · Vietnam · Wit-Rusland · Zambia · Zimbabwe · Zuid-Afrika · Zuid-Korea · Zuid-Soedan · Zweden · Zwitserland
Historische landen: Bohemen · Bondsrepubliek Duitsland · Brits-Indië · Duitse Democratische Republiek · Joegoslavië · Malaya · Nederlandse Antillen · Noord-Borneo · Noord-Jemen · Saarland · Servië en Montenegro · Sovjet-Unie · Tsjecho-Slowakije · West-Indische Federatie · Zuid-Jemen
Bijzondere deelnames: Onafhankelijke olympische atleten · Vluchtelingenteam 
 Australazië · Duits Eenheidsteam · Gemengd team · Gezamenlijk Team